# Les Gauloises bleues
Pour plus de détails, voir Fiche technique et Distribution.
Les Gauloises bleues est un film français réalisé par le critique de cinéma Michel Cournot et sorti en 1968.
Sélectionné au festival de Cannes 1968, il n'y est pas projeté à cause de l'interruption du festival et ne trouve pas son public lors de la sortie.

## Synopsis
Au chômage et sans toit, Ivan fait la connaissance de Jeanne, une jeune serveuse. Ils se marient et, bientôt, Jeanne est enceinte. En attendant la naissance de son fils, Ivan revoit son existence passée.

## Fiche technique
Sauf indication contraire, les informations mentionnées dans cette section peuvent être confirmées par la base de données cinématographiques Unifrance,  présente dans la section « Liens externes ».
- Réalisation : Michel Cournot, assisté de Philippe Fourastié et d'Alain Belmondo
- Scénario : Michel Cournot
- Directeur de la photographie : Alain Levent
- Décors : Edmond Freess, Guy Littaye
- Musique : Krzysztof Penderecki
- Son : Jean Baronnet
- Scripte : Suzanne Schiffman
- Montage : Agnès Guillemot
- Photographe de plateau : Pierre Zucca
- Production : Claude Lelouch, Georges Dancigers, Alexandre Mnouchkine
- Sociétés de production : Les Films 13, Les Artistes associés, Les Films Ariane
- Genre : Drame
- Durée : 93 minutes
- Pays de production :  France
- Langue de tournage : français
- Format : Couleur (Eastmancolor) - 35 mm - 1,66:1 - mono
- Dates de sortie :
  - France : 28 août 1968

## Distribution
- Annie Girardot : la mère
- Jean-Pierre Kalfon : Ivan, à 30 ans
- Nella Bielski : Jeanne
- Bruno Cremer : le père
- Tsilla Chelton : la déléguée
- Georges Demestre : Ivan, à 6 ans
- Henri Garcin : l'ambulancier rabatteur
- Karina Gondi : l'assistante
- Jean Lescot : un rabatteur
- Marcello Pagliero : le forain
- François Périer : le juge
- José Varela : l'avocat
- Anne Wiazemsky : l'infirmière
- Claude Degliame

## Production
Les Gauloises bleues est le seul film réalisé par Michel Cournot, à l'époque critique de cinéma au Nouvel Observateur. La production souhaite que le rôle principal soit tenu par Annie Girardot, à l'époque une vedette, mais le réalisateur impose son épouse, l'actrice russe Nella Bielski dans ce rôle.

## Accueil
Le film est sélectionné en compétition officielle au festival de Cannes 1968. Il est soutenu notamment par Gilles Jacob, alors critique de cinéma, qui a pu le voir avant le festival et qui titre en une des Nouvelles littéraires « L'Année Cournot ». Mais le festival est définitivement interrompu par les événements de Mai 68 avant que Les Gauloises bleues ait été projeté.
Quelques mois plus tard, à sa sortie en France, Les Gauloises bleues remporte un assez maigre succès d'estime et n'obtient qu'un succès commercial limité. Le film est accueilli par des moqueries, comme en témoigne par exemple l'article du Canard enchaîné avec son titre « Les Gauloises bleues… fumeuses » ; certains auteurs de cinéma, notamment Michel Audiard que Cournot attaquait en tant que critique, ne se privent pas de le tourner en dérision.

## Appréciation critique
« Ce récit en disjonction permanente a pour moteur l'émotion que Cournot nous communique en utilisant toutes les ressources d'un expressionnisme poétique qui mêle l'humour féroce à la Godard [...] à de pures recherches plastiques.
La direction d'acteurs est impeccable. En deux scènes capitales, Annie Girardot, tour à tour agressive, pudique, humiliée, balaie le mélodrame[...] et nous émeut par les moyens les plus simples. Jean-Pierre Kalfon traîne la lassitude de ceux qui ont l'habitude de se cogner au malheur. Il est excellent, comme est excellent dans un rôle épisodique Bruno Cremer. »

— Jean de Baroncelli, Le Monde, 2 septembre 1968